# Tramlijn Sint-Oedenrode - Veghel
De Tramlijn Sint-Oedenrode - Veghel is een voormalige tramlijn tussen Sint-Oedenrode en Veghel. De lijn lag in het verlengde van de Tramlijn Eindhoven - Sint-Oedenrode.

## Geschiedenis
De lijn werd op 18 augustus 1897 geopend door de Tramweg-Maatschappij De Meijerij (TM) tot de Zuid-Willemsvaart. Op 16 juni 1900 werd de verbinding met de Tramlijn Veghel - Veghel haven geopend, waardoor een verbinding met het centrum van Veghel ontstond.
Uiteindelijk kwam de lijn in handen van BBA. Daarna werd hij, net als veel andere tramlijnen, vervangen door een busdienst. De lijn werd op 16 juli 1933 gesloten voor personenvervoer en op 10 januari 1937 voor goederenvervoer. Daarna is de lijn opgebroken.
Eindhoven - Reusel · Eindhoven - Sint-Oedenrode · Sint-Oedenrode - Veghel